# Julie (sanger)
 For alternative betydninger, se Julie. (Se også artikler, som begynder med Julie)
Julie Ivalo Broberg Berthelsen (født 7. juni 1979 i Århus) bedre kendt som Julie, er en dansk-grønlandsk sangerinde, der blev landskendt i TV 2's talentkonkurrence Popstars i 2002. Hun slog igennem med "Every Little Part of Me" i 2003 fra debutalbummet Home, der solgte 90.000 eksemplarer.

## Opvækst og karriere
Julie er født i Århus som datter af en grønlandsk mor og en dansk far. Da Julie var få måneder gammel blev moderen skilt fra faderen, og Julie flyttede sammen med sin søster og moderen først til Qeqertarsuaq og ca. 2 år efter til Nuuk i Grønland, hvor moderen mødte den grønlandske musiker og senere politiker, Per Berthelsen, der blev Julies stedfar. Hun voksede op med musikken, og i 1994 begyndte hun at synge kor i sin stedfars band Sume. I 1996 lavede hun sine første indspilninger, hvor hun sang kor for lokale bands. I 1998 dannede hun, sammen med bekendte, sit eget band Nuna, samme år flyttede hun til Norge, hvor hun gik på Folkehøjskole på musik- og teaterlinjen. Året efter besluttede hun som 19-årig at rejse hjem til fødebyen Århus for at studere medicin; det gjorde hun, indtil hun i 2002 deltog i TV 2's talentkonkurrence Popstars.
Julie fik en andenplads i Popstars. Debutsinglen og -albummet blev en kæmpe succes. Singlen "Every Little Part of Me" solgte 30.000 eksemplarer, og albummet Home lå 30 uger på den danske album-hitliste, to uger som nummer et, og solgte 90.000 eksemplarer. Succesen blev yderligere cementeret af tre priser ved Danish Music Awards 2004, som "Årets danske sangerinde", "Årets nye danske navn, og "Årets danske pop udgivelse".
Julie sang i 2003 titelsangen til Jesus & Josefine sammen med Martin Brygmann.
I efteråret 2004 kom det andet album, Julie. Her havde Julie allieret sig med sangskrivere som Jascha Richter og Poul Krebs, og albummet solgte 32.000 eksemplarer. I 2006 indspillede hun temasangen "Tomorrow" til tv-serien Kronprinsessen. Året efter udkom albummet Asasara, der blev en betydelig mindre succes med 16.000 solgte eksemplarer.
Den 2. februar 2009 udkom hendes første dansksprogede album, Lige nu, med gæsteoptrædener fra Nik & Jay og Søs Fenger. Albummet indeholder også den engelsksprogede single "Moment's Bliss", der blev titelmelodi til TV 3-serien 2900 Happiness.
Julie var sammen med Felix Smith vært ved Dansk Melodi Grand Prix 2010 den 6. februar 2010 i Gigantium i Aalborg.
I april–maj 2010 kunne man opleve Julie som korleder i AllStars på TV2, hvor hun havde samlet et kor fra Nuuk. Julie vandt konkurrencen og præmien på 250.000 kroner, der skulle gå til den grønlandske hjælpeorganisation, Nanu Børn, der arbejder for at forbedre forholdende for grønlandske børn.
Julie udsendte den 27. september 2010 sit femte studiealbum, Closer. Albummet indeholder otte tidligere udgivne sange i nye akustiske versioner, samt tre nye. Derudover har Julie indspillet fortolkninger af fire grønlandske sange, der er skrevet af stedfaderen Per Berthelsen. Om Closer, der er co-produceret af Julie i samarbejde med Rune Nissen-Petersen og Mads Løkkegaard, fortæller Julie: "Der er et organisk og balanceret album, som siger meget om, hvor jeg er i dag. Jeg prøver at lære at tage det roligt og være til stede i nuet".
Julie virker også som konferencier og show-vært, blandt andet på Det Kongelige Teaters Gamle Scene sammen med Amin Jensen i galla støtteshowet Let Røven, der satte fokus på mænd og kræft, og sammen med Bubber i i Cirkus Arenas 65 års jubilæumsshow, 2022.

## Privatliv
Julie har siden sommeren 2008 dannet par med håndboldspilleren Minik Dahl Høegh, og 5 juli 2019 blev de gift. Sammen har de en søn, Casper Nanoq og en datter, Sia.
Fra 2003 til 2007 dannede hun par med håndboldspilleren Hans Peter Motzfeldt Kyed, der er nevø af politikeren Jonathan Motzfeldt.

## Melodi Grand Prix 2019
Julie stillede op i Dansk Melodi Grand Prix 2019 med veninden Nina Kreutzmann Jørgensen, som Julie & Nina. Med sang nr. 7 "League Of Light",  der kom på anden plads i finalen.

## Diskografi

### Studiealbum
| År   | Titel      | Højeste placering | Certificering |
| År   | Titel      | DK                | Certificering |
| ---- | ---------- | ----------------- | ------------- |
| 2003 | Home       | 1                 | - 2× Platin   |
| 2004 | Julie      | 11                | - Guld        |
| 2007 | Asasara    | 1                 | - Guld        |
| 2009 | Lige nu    | 5                 |               |
| 2010 | Closer     | 25                |               |
| 2020 | No. I (EP) | -                 |               |

### Singler
| 2003                                                     | "Every Little Part of Me"                | Home    | 1  |
| 2003                                                     | "Shout"                                  | Home    | —  |
| 2003                                                     | "Completely Fallen"                      | Home    | 12 |
| 2003                                                     | "Home"                                   | Home    | —  |
| 2004                                                     | "It's a Wonderful Feeling"               | Julie   | —  |
| 2004                                                     | "Lovers Lullaby"                         | Julie   | —  |
| 2006                                                     | "Tomorrow"                               | Asasara | —  |
| 2006                                                     | "Take Me Away"                           | Asasara | —  |
| 2007                                                     | "Time Traveller"                         | Asasara | —  |
| 2007                                                     | "Moment's Bliss"                         | Lige nu | 16 |
| 2008                                                     | "Lige nu"                                | Lige nu | 19 |
| 2009                                                     | "Hjertet som DJ"                         | Lige nu | —  |
| 2009                                                     | "Den hele sandhed" (featuring Nik & Jay) | Lige nu | —  |
| 2010                                                     | "All My Tomorrows"                       | Closer  | —  |
| 2014                                                     | "Butterfly"                              |         | —  |
| 2016                                                     | "I'll Even Let You Go"                   | —       |    |
| 2017                                                     | "Home Again"                             | —       |    |
| 2018                                                     | "Nordstjernen"                           | —       |    |
| 2020                                                     | "Worries in Reverse"                     | No. I   | —  |
| 2021                                                     | "Alting er nu og her"                    |         | —  |
| "—" markerer en udgivelse der ikke opnåede en placering. |                                          |         |    |

som medvirkende kunstner
| År   | Titel                                                                   | Album                         |
| ---- | ----------------------------------------------------------------------- | ----------------------------- |
| 2003 | "Jesus & Josefine" (Julie Berthelsen & Martin Brygmann)                 | Jesus & Josefine              |
| 2004 | "Jesus & Josefine" (Michael Learns to Rock med Julie Berthelsen)        | Michael Learns to Rock        |
| 2006 | "Home to You" (Nik & Jay featuring Julie)                               | 3: Fresh, Fri, Fly            |
| 2010 | "Skrøbeligt fundament" (med Støt Haiti)                                 | Skrøbeligt fundament          |
| 2010 | "Curtain Call" (Bryan Rice featuring Julie)                             | Another Piece of Me           |
| 2012 | "Diamonds & Pearls" (Annette Heick featuring Julie Berthelsen)          | Grænseløs                     |
| 2012 | "Movin' to the Groovin'" (Claus Nors featuring Julie Berthelsen)        | Movin' to the Groovin'        |
| 2012 | "Din dag" (med Fødselsdagshjælpens All Stars)                           | Din dag                       |
| 2014 | "Stille" (MIX Project featuring Julie Berthelsen og NITI)               | Stille / Asanninneq ajugaavoq |
| 2014 | "Asanninneq ajugaavoq" (MIX Project featuring Julie Berthelsen og NITI) | Stille / Asanninneq ajugaavoq |

andre optrædener
| År   | Titel                            | Album                                             |
| ---- | -------------------------------- | ------------------------------------------------- |
| 2001 | "Kipilerfigivagit = Missing You" | Zedna                                             |
| 2001 | "Asaneqarneq = To Be Loved"      | Zedna                                             |
| 2010 | "Hele verden fra forstanden"     | Danske hits igen - en hyldest til den danske sang |